# Notomyxine tridentiger
Notomyxine tridentiger är en ryggsträngsdjursart som först beskrevs av Garman 1899.  Notomyxine tridentiger ingår i släktet Notomyxine och familjen pirålar. IUCN kategoriserar arten globalt som otillräckligt studerad. Inga underarter finns listade i Catalogue of Life.